# شهرستان لیک (مونتانا)
شهرستان لیک، مونتانا (به انگلیسی: Lake County, Montana) یک سکونتگاه مسکونی در ایالات متحده آمریکا است که در ایالت مونتانا واقع شده‌است.

## خصوصیات
شهرستان لیک ۴٬۲۸۳٫۸۶ کیلومترمربع مساحت دارد.